# Дживс и Вустер
Джи́вс и Ву́стер — популярный цикл комедийных романов и рассказов английского писателя П. Г. Вудхауза о приключениях молодого английского аристократа Берти Вустера и его камердинера Дживса. Цикл в основном написан в период с 1916 по 1930 год, а затем он дополнялся единичными произведениями вплоть до 1974 года. Романы и рассказы в основном написаны в жанре комедии положений.

## Основные сюжетные линии
Действия романа о Вустере и Дживсе разворачиваются в основном в Лондоне, его пригородах, и в Нью-Йорке в начале XX века.
Берти Вустер — это молодой богатый аристократ-бездельник из «золотой молодёжи», в общем не блещущий умом, но являющийся при этом истинным благородным джентльменом. В романе он неизменно появляется в компании своего находчивого и эрудированного камердинера Дживса, который постоянно вытаскивает Берти и его друзей из разных забавных передряг. Передряги эти часто возникают из-за того, что за Берти намереваются выйти замуж разные не вполне подходящие ему девушки (от строгих «сержантов в юбке» до слишком сентиментальных и возвышенных особ), а Берти всячески стремится уклониться от помолвки и брака с ними.
Другой источник головной боли Берти — это две его тёти. Одна из них — тётя Далия, которая раньше занималась охотой на лис и имеет соответствующую выправку и голос, вполне хорошо относится к Берти. Другая тётя — Агата, «проклятие дома Вустеров», строгая, властная и чопорная особа, периодически принимается воспитывать Берти или хочет женить его. Тёти Агаты Берти боится, как огня, а тётю Далию очень любит. Но обе постоянно вовлекают Берти в разные неприятности, давая ему неловкие, подчас абсурдные и противозаконные поручения, которые он вынужден выполнять под страхом отлучения от гениальной стряпни французского повара Анатоля (как в случае с тётей Далией) или просто потому, что не может отвертеться (как в случае с тётей Агатой).
Берти также состоит в клубе «Трутни» (в других переводах «Шалопаи»; англ. «Drones»), где обитает много таких же, как он, богатых аристократов, со многими из которых он давно знаком или учился вместе. Друзья Берти тоже частенько влипают в разные истории, а Берти, как надёжный друг и рыцарь в душе, всегда стремится помочь друзьям в любых затруднениях, будь то дела сердечные или финансовые.
Дживс — это начитанный и эрудированный человек, знаток поэзии и психологии. Он камердинер в лучшем традиционном представлении о чопорном и тактичном английском слуге. Он неизменно выручает Берти и его друзей из неприятностей. Дживс, видимо, несколько старше Берти. Берти часто называет Дживса «гением» и восторгается силой его мысли, находчивостью и познаниями в разных областях. Дживс также тщательно заботится о гардеробе Берти, о том, чтобы его одежда всегда была подобрана со вкусом и сидела на Берти безукоризненно. Берти частенько полагает, что вкус изменил Дживсу, но в итоге всегда признаёт, что вкус Дживса безупречен.